# Prasinocyma stictoloma
Prasinocyma stictoloma är en fjärilsart som beskrevs av Louis Beethoven Prout 1928. Prasinocyma stictoloma ingår i släktet Prasinocyma och familjen mätare. Inga underarter finns listade i Catalogue of Life.